# Els conspiradors
Els conspiradors (originalment en anglès, Marauders) és una pel·lícula policial estatunidenca del 2016 dirigida per Steven C. Miller i escrita per Michael Cody i Chris Sivertson. És protagonitzada per Christopher Meloni, Bruce Willis, Dave Bautista i Adrian Grenier. Meloni interpreta un agent de l'FBI que investiga una sèrie de brutals atracaments a bancs que semblen estar dirigits personalment a un despietat director general interpretat per Willis. S'ha doblat i subtitulat al català; inclosa una versió en valencià per a À Punt.

## Repartiment
- Christopher Meloni com a agent especial Jonathan Montgomery
- Bruce Willis com a Jeffrey Hubert
- Dave Bautista com a agent Stockwell
- Adrian Grenier com a agent especial Wells
- Texas Battle com a Ranger TJ Jackson
- Johnathon Schaech com el detectiu Brian Mims
- Lydia Hull com a agent especial Lydia Chase
- Tyler Jon Olson com el detectiu Zach Derohan
- Christopher Rob Bowen com a Bradley Teegan
- Danny A. Abeckaser com el detectiu Antonio Leon
- Richie Chance com a oficial de comandament David Dagley
- Tara Holt com a reportera Vanessa Adler
- Carolyn Alise com a Martha
- Chris Hill com a James Jackson
- Jesse Pruett com a Carl Bartender